# Кравченко, Анатолий Иванович (футболист)
Анато́лий Ива́нович Кра́вченко (укр. Анатолій Іванович Кравченко; 15 мая 1937, Кирово, Одесская область — 21 октября 1994, Кировоград) — советский футболист, выступавший на позициях полузащитника и защитника. По завершении карьеры стал тренером

## Биография
Воспитанник кировоградского футбола. Дебютировал в чемпионате СССР в 1958 году в составе местной «Звезды». В период с 1958 по 1961 год провёл за команду почти 100 матчей в чемпионате, являясь одним из игроков основного состава, чем привлёк внимание харьковского «Авангарда», выступавшего в классе «А» — наивысшем уровне в системе лиг советского футбола того времени. Дебютировал в высшей лиге 23 июня 1962 года, выйдя в стартовом составе в выездном матче против тбилисского «Динамо». Всего за харьковчан провёл 19 матчей в чемпионате и один в Кубке СССР, отметившись двумя голами. По окончании сезона 1962 года вернулся в Кировоград, где выступал до завершения карьеры в 1970 году. За это время стал одним из лидеров команды, в общем проведя за звезду более 350 матчей (четвертый показатель в истории клуба). Завершив выступления работал тренером в «Звезде» и винницком «Локомотиве», а позже — детским тренером в Кировограде. Также некоторое время был футбольным арбитром. Скончался в 1994 году.

## Память
Ежегодно в Кропивницком устраиваются футбольные турниры для детских команд памяти Aнатолия Кравченко. Включен в символическую сборную «Звезды», составленной болельщиками по случаю 80-летия клуба. На памятнике на могиле Анатолия Кравченко есть надпись: «Легенда Кировоградского футбола».